# دنیس چرکین
دنیس چرکین (انگلیسی: Dennis Cirkin؛ زادهٔ ۶ آوریل ۲۰۰۲) بازیکن فوتبال است.
وی همچنین در تیم‌های ملی فوتبال England national under-16 football team، زیر ۱۷ سال انگلستان، زیر ۱۸ سال انگلستان، و زیر ۲۰ سال انگلستان بازی کرده‌است.